# Zevenhuizerplas

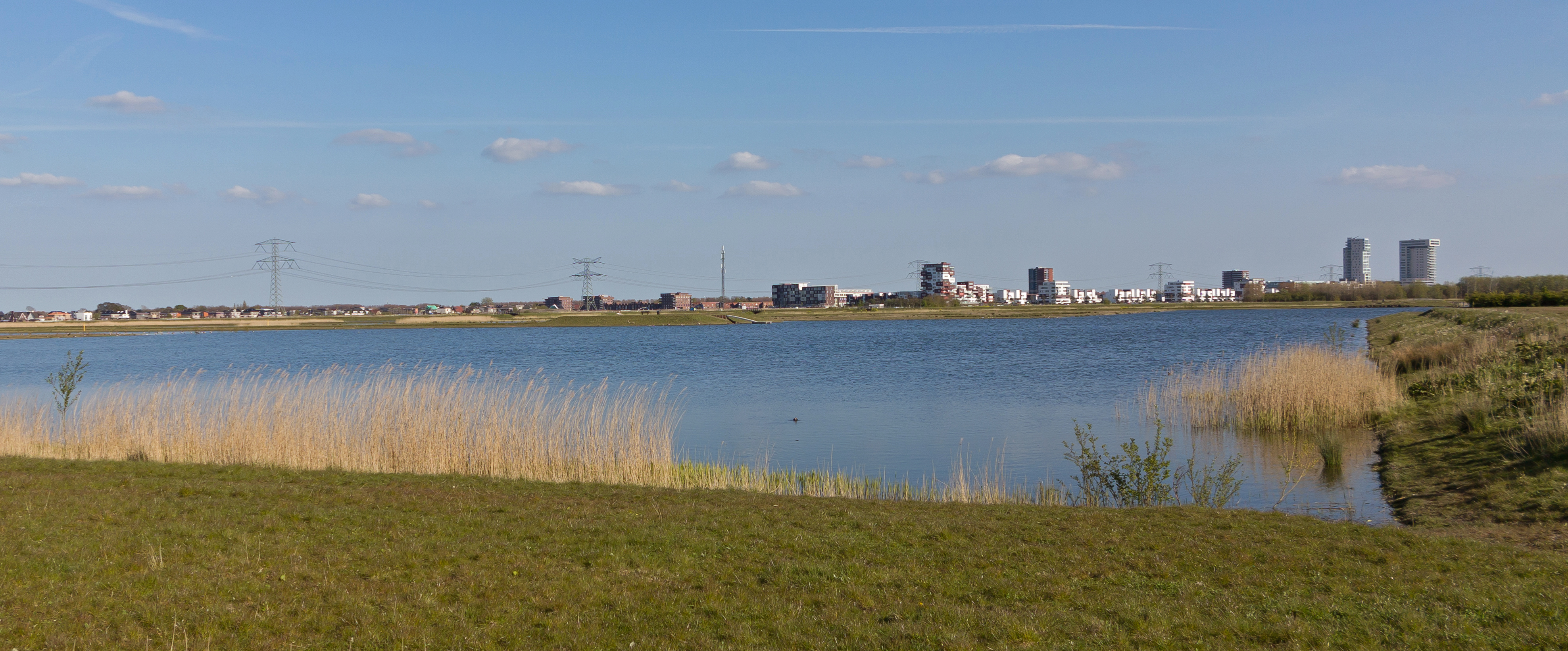
De Zevenhuizerplas in 2016

De Zevenhuizerplas is een door zandwinning kunstmatig aangelegd Nederlands meer ten oosten van de rivier de Rotte. Hij doet dienst als recreatieplas en samen met de directe omgeving vormt het een recreatiegebied. Het water maakt deel uit van het Recreatieschap Rottemeren.
De Zevenhuizerplas valt grotendeels onder de gemeente Zuidplas, alleen een strook in het oostelijk deel behoort toe aan gemeente Rotterdam.
De Zevenhuizerplas ligt ten oosten van de buurtschap Oud Verlaat (gemeente Zuidplas), ten noorden van de Rotterdamse wijk Zevenkamp, ten westen van de Rotterdamse wijk Nesselande en ten zuiden van het dorp Zevenhuizen. Aan dit dorp dankt het zijn naam.

## Aanleg en inrichting
De plas is in de jaren zeventig aangelegd en werd opgeleverd in 1978. Het zand dat er oorspronkelijk lag, is gebruikt bij bouwprojecten in de omgeving,  zoals voor het opspuiten van grond voor de bouw van de Rotterdamse wijk Zevenkamp. Vervolgens is de directe omgeving ingericht als recreatiegebied, er zijn wegen, fietspaden en twee stranden aangelegd. De stranden verschillen van grootte, het kleine strand aan de kant van Ommoord bestaat uit een smal zandstrand, een brede strook gras. Hier is geen bebouwing, wel staat er 's zomers een mobiel verkooppunt voor snacks. Het grote strand ligt aan de kant van de Rotte, aan de Strandweg. Hier is bebouwing in de vorm van een restaurant. Het strand is hier breder en langer. Na de uitbreiding in 2003 is het kleine strand verdwenen. Nu is er een nog groter strand aan de oostkant, dat grenst aan de wijk Nesselande. 
In de Zevenhuizerplas is een gebied afgezet voor baders zodat deze niet gehinderd worden door watersporters. Deze kunnen hier windsurfen, kanoën, zeilen, duiken en roeien.

## Aanpassingen
De Zevenhuizerplas is door aannemer Boskalis in de periode 2000–2003 verdubbeld in grootte. Er is opnieuw zand gewonnen omdat dit nodig was voor de bouw van de Rotterdamse woonwijk Nesselande direct naast de Zevenhuizerplas. Tijdens deze fase ontstond er tijdelijk een grote Zevenhuizerplas en een kleine Zevenhuizerplas. Beide plassen werden gescheiden door een dam. De kleine Zevenhuizerplas was de plaats van zandwinning. Hierbij kwam ook klei vrij. De klei is in de grote Zevenhuizerplas gebracht teneinde deze te verondiepen. Na voltooiing van de werkzaamheden is de dam weggehaald waardoor de vergrote Zevenhuizerplas ontstond. Ook is er een nieuw, zeer lang strand aangelegd.
Dit nieuwe strand in de wijk Nesselande is zeer populair. Het begin-/eindpunt van metrolijn B is nabij, deze ‘badplaats’ is dus ook aantrekkelijk voor mensen die wat verder weg wonen. 
‘s Zomers is er op zeer warme dagen vanwege de grote drukte extra toezicht van politie en gemeentelijke handhavers.

## Waterkwaliteit
Omdat de Zevenhuizerplas tot grote diepte is uitgegraven, loopt de temperatuur van het water in de zomer slechts beperkt op. In deze plas komt maar sporadisch blauwalg voor.

## Documentaire
Op 27 oktober 2017 was de bioscooppremière van de documentaire Vele gezichten van de Zevenhuizerplas, waarin het onderwaterleven een grote rol speelt. De documentaire is hierna uitgezonden op de regionale omroepen RTV Rijnmond en Omroep West.